# Finley (Dakota del Nord)
Finley è un centro abitato (city) degli Stati Uniti d'America, capoluogo della Contea di Steele nello Stato del Dakota del Nord. Nel censimento del 2000 la popolazione era di 515 abitanti. La città è stata fondata nel 1896.

## Geografia fisica
Secondo i rilevamenti dell'United States Census Bureau, la località di Finley si estende su una superficie di 9,00 km², tutti occupati da terre.

## Popolazione
Secondo il censimento del 2000, a Finley vivevano 515 persone, ed erano presenti 144 gruppi familiari. La densità di popolazione era di 57 ab./km². Nel territorio comunale si trovavano 256 unità edificate. Per quanto riguarda la composizione etnica degli abitanti, il 97,28% era bianco, l'1,75% era nativo, lo 0,39% apparteneva ad altre razze e lo 0,58% a due o più. La popolazione di ogni razza ispanica corrispondeva allo 0,19% degli abitanti.
Per quanto riguarda la suddivisione della popolazione in fasce d'età, il 26,0% era al di sotto dei 18, il 6,4% fra i 18 e i 24, il 19,2% fra i 25 e i 44, il 23,9% fra i 45 e i 64, mentre infine il 24,5% era al di sopra dei 65 anni di età. L'età media della popolazione era di 43 anni. Per ogni 100 donne residenti vivevano 95,8 maschi.